# ヴィゲリヒ
ヴィゲリヒ（Wigerich, Widericus, Windericus, Widiacus, 870年ごろ - 922年以前）は、ロタリンギアの伯爵。アルデンヌ家の祖と考えられている。初代ロタリンギア宮中伯
（在位：915年 - 922年）。

## 生涯
ヴィゲリヒ（Widiacus）は、トリーアで書かれたロタリンギア王ツヴェンティボルトからの手紙の中で、899年に有力な伯爵（comes venerabilis）として言及されている。
東フランク王ルートヴィヒ4世が発行した902年9月19日付の文書より、ヴィゲリヒがトリーアに対し伯としての権限を持っていたことが分かる。
ヴィゲリヒは902年および909年にビドガウ伯、915/916年からはロタリンギア宮中伯でもあった。
また、ヴィゲリヒはメヘレンの聖ルモルドゥス修道院（リエージュ司教の領地として）とアスティエール修道院のフォークタイを領有し、911年から915年の間に西フランク王シャルル3世が作成した文書において、ヴィゲリヒと息子アダルベロンに認められている。
ヴィゲリヒはアスティエール修道院を創建し、同修道院に埋葬されたとみられる。

## 家族
ヴィゲリヒはゴルズおよびヴェルダン（聖ヴァンヌ修道院）の修道院長フリードリヒの兄弟である。恐らくヴィゲリヒは（アルデンネンガウ、ビドガウおよびブリースガウの）伯オドアケルの息子とみられる。
ヴィゲリヒは西フランク王ルイ2世の孫キュネゴンド（クニグンデ、890/95年生）と結婚した。キュネゴンドはレニエ家のエノー伯レニエ1世の娘とも考えられている。ヴィゲリヒとキュネゴンドの間には以下の子女が生まれた。
- アダルベロン1世（910年 - 962年4月26日） - メッツ司教（929年 - 962年）
- ゴツェロ（914年頃 - 942年4月19日） - ビドガウ伯。930年にメッツ伯ゲルハルト1世の娘オーダ（905年 - 963年4月10日）と結婚した。
- フリードリヒ1世（912年 - 978年） - バル伯、上ロートリンゲン公（959年 - 978年）
- ジークフリート（915/17年 - 997年） - モーゼルガウ伯
- ギゼルベルト - アルデンネンガウ伯

また、以下の2人もヴィゲリヒの子とされることがある。
- リウトガルト（915年 - 960年4月8日以降）[6] - メッツ伯アダルベルト1世（944年没）と結婚、ノルトガウ伯エーバーハルト4世（972/73年没）と結婚
- ハインリヒ[7]

これら2人はロリックの息子ヴィゲリヒの子である。このヴィゲリヒも同時期にビドガウにおいて存在が確認されている。